# ابومحمد همدانی
ابومحمد هَمْدانی (۲۸۰/۲۷۹–۳۳۴/۳۳۳ هجری؛ ۸۹۳–۹۴۵ میلادی؛ درگذشت در زندان صنعا) معروف به الهمدانی جغرافی‌دان، شاعر، زبان‌شناس، مورخ و ستاره‌شناس مسلمان عرب بود. نسب او ابو محمد حسن بن احمد بن یعقوب همدانی ابن الحائک است و متعلق به قبیله بنو همدان از قبایل غربی یمن به‌شمار می‌رفت. الهمدانی یکی از بهترین نمایندگان فرهنگی دنیای اسلام در خلال سال‌های پایانی خلافت عباسیان به‌شمار می‌رود.
کتابی در جغرافیای عربستان به نام «صفات جزیره العرب» و کتاب عظیمی در تاریخ و باستان‌شناسی یمن موسوم به «الاکلیل» نوشت. این کتاب حاوی اطلاعات زیادی دربارهٔ عقاید علمی اعراب قدیم مانند جهان‌شناسی، نجوم و حکمت طبیعی است. او جداول نجومی یمن را نیز تدوین کرد.